# Prova (Mêda)
Prova é uma povoação portuguesa do Município da Mêda que foi sede da extinta Freguesia de Prova, freguesia que tinha 14,07 km² de área e 187 habitantes (2011), e, por isso, uma densidade populacional de 13,3 hab/km².
A Freguesia de Prova foi extinta (agregada) pela reorganização administrativa de 2012/2013, tendo o seu território sido agregado ao da Freguesia de Casteição para criar a União de Freguesias de Prova e Casteição.

## População
| Totais e grupos etários | Totais e grupos etários | Totais e grupos etários | Totais e grupos etários | Totais e grupos etários | Totais e grupos etários | Totais e grupos etários | Totais e grupos etários | Totais e grupos etários | Totais e grupos etários | Totais e grupos etários | Totais e grupos etários | Totais e grupos etários | Totais e grupos etários | Totais e grupos etários | Totais e grupos etários |
| ----------------------- | ----------------------- | ----------------------- | ----------------------- | ----------------------- | ----------------------- | ----------------------- | ----------------------- | ----------------------- | ----------------------- | ----------------------- | ----------------------- | ----------------------- | ----------------------- | ----------------------- | ----------------------- |
|                         | 1864                    | 1878                    | 1890                    | 1900                    | 1911                    | 1920                    | 1930                    | 1940                    | 1950                    | 1960                    | 1970                    | 1981                    | 1991                    | 2001                    | 2011                    |
| Total                   | 450                     | 521                     | 526                     | 574                     | 603                     | 544                     | 537                     | 599                     | 636                     | 614                     | 443                     | 351                     | 262                     | 204                     | 187                     |

| 0-14 anos | 15-24 anos | 25-64 anos | 65 e + anos |
| 29 \| 15  | 25 \| 19   | 87 \| 81   | 63 \| 72    |
| -48%      | -24%       | -7%        | +14%        |

A demografia da freguesia é afectada pelo fenómeno da emigração. Uma significativa parte dos habitantes emigrou para França. Há também famílias ausentes no Luxemburgo e Suíça.

## Património
- Igreja Paroquial de Prova;
- Capela de São Domingos;
- Capela da Senhora do Pranto;
- Casa Grande, Casa com elementos dos séculos XV e XVI. António de Oliveira Salazar dormiu uma noite nesta casa.
- Fraga do Pendão.